# دچرد (تنسی)
دچرد(به انگلیسی: Decherd) شهری در ایالت تنسی کشور ایالات متحده آمریکا است که جمعیت آن در سرشماری سال ۲۰۱۰ میلادی، ۲٬۳۶۱ نفر بوده‌است.